# Трикупис, Спиридон
Спиридон Трикупис (греч. Σπυρίδων Τρικούπης; 20 апреля 1788 — 24 февраля 1873) — греческий государственный деятель, дипломат, литератор и оратор. Премьер-министр Греции (1833) и член временного правительства с 1826 года.

## Биография
Родился в Месолонгиона в семье городского головы. После обучения в Париже и Лондоне стал личным секретарем Фредерика Норта, губернатора Ионических островов.
Во времена Освободительной борьбы занимал различные важные административные и дипломатические посты. Был членом временного правительства 1826, членом Национального собрания в Тройзени 1827, а также председателем совета и министром иностранных дел 1832 года. В следующем году избран на пост премьер-министра Греции. Трижды занимал должность посла Греции в Лондоне (1835—1838, 1841—1843, 1850—1861), а 1850 — чрезвычайного посла в Париже.